# چن پینا
چن پینا (انگلیسی: Chen Peina؛ زادهٔ ۱۹ ژوئن ۱۹۸۹) قایقران قایق بادبانی زن اهل چین است.